# Färjestad, Karlstad
Färjestad är en stadsdel i Karlstad i Sverige. Stadsdelens folkmängd var vid årsskiftet 2015–2016 2 495 personer.  Stadsdelen inhyser även SHL-klubben Färjestads BK:s hemmaplan, Löfbergs Arena som invigdes i september 2001, samt Färjestads travbana.